# STS-79
STS-79 (ang. Space Transportation System) – misja amerykańskiego wahadłowca Atlantis na rosyjską stację kosmiczną Mir. Był to siedemnasty lot promu Atlantis i siedemdziesiąty dziewiąty programu lotów wahadłowców.

## Załoga
źródło
- William „Bill” Readdy (3)*, dowódca (CDR)
- Terrence Wilcutt (2), pilot (PLT)
- Thomas Akers (4), specjalista misji (MS2)
- Jerome „Jay” Apt (4), specjalista misji (MS1)
- Carl Walz (3), specjalista misji (MS3)

## Przywieziony członek załogi Mira
- John Blaha (5), specjalista misji (MS4)

## Odwieziony na Ziemię członek załogi Mira
- Shannon Lucid (5), specjalista misji
  - (liczba w nawiasie oznacza liczbę lotów odbytych przez każdego z astronautów)

## Parametry misji
- Masa:
  - startowa orbitera: - kg ?
  - lądującego orbitera: - kg ?
  - ładunku: 8375 kg
- Perygeum: 368 km[1]
- Apogeum: 386 km[1]
- Inklinacja: 51,7°[1]
- Okres orbitalny: 92,1 min[1]

## Cel misji
Był to czwarty lot amerykańskiego wahadłowca na rosyjską stację Mir. Na Ziemię wróciła (188 dni 4 godz. i 1 min w kosmosie) astronautka Shannon Lucid (przyleciała na stację promem Atlantis w misji STS-76), której miejsce zajął John Blaha. Na stację dostarczono ponad 1800 kg zaopatrzenia, które przywieziono w podwójnym module Spacehab. Ze stacji zabrano około 907 kg wyposażenia i próbek eksperymentów.
- Połączenie z Mirem: 19 września 1996, 03:13:18 UTC
- Odłączenie od Mira: 24 września 1996, 01:31:34 UTC
- Łączny czas dokowania: 4 dni 22 godziny 18 minut 16 sekund